# تورکلسون‌ها
تورکلسون‌ها (به انگلیسی: The Torkelsons) یک مجموعه تلویزیونی آمریکایی به سبک کمدی موقعیت است که توسط لین مونتگمری برای ان‌بی‌سی ساخته شده‌است. برای دومین و آخرین فصل، نام آن به تقریباً خانه تغییر یافت.